# Liste de partisans du revenu de base
Pour un article plus général, voir Revenu de base.
Le revenu de base est défendu sous des appellations et pour des motifs divers par des universitaires et des militants, des hommes d’affaires et des syndicalistes, des formations politiques de droite et de gauche, des mouvements sociaux et des organisations non gouvernementales. Il est défendu aussi bien par des altermondialistes que par des libéraux néoclassiques.

## Dans les Amériques

### Aux États-Unis
Le « prix Nobel d'économie » Milton Friedman, fondateur du monétarisme et critique du keynésianisme, défendait l'idée dans Capitalisme et liberté (1962). Il s'agissait pour lui d'éviter l'effet pervers de la solution – dirigiste, bureaucratique et peu transparente dans ses utilisations – d'un empilement d'allocations sociales créant, selon lui, un esprit d'« assistanat », voire de mendicité, plutôt que de matérialiser un droit inhérent de la personne. Il proposait de mettre en place cette proposition par l'introduction de l'impôt négatif sur le revenu, couplé à un impôt à taux unique.
L'homme politique et économiste brésilien Eduardo Suplicy rapporte qu'« en 1968, Robert Lampman, Harold Watts, James Tobin, John Kenneth Galbraith, Paul Samuelson et plus de 1 200 économistes de bords politiques différents ont envoyé au Congrès américain une pétition en faveur d'un programme de revenu garanti ». Une loi faillit passer sous Nixon, et la mesure était aussi défendue par Martin Luther King. Le rival de Nixon à la présidentielle de 1972, George McGovern, conseillé par James Tobin et Robert Solow, proposait aussi d'instaurer un revenu inconditionnel. Un impôt négatif, attribué aux seules familles qui travaillaient, a été mis en place en 1974. Le Royaume-Uni a fait de même en 2000 avec le Family Tax Credit.
Martin Ford soutient l'idée que les emplois les plus courants dans notre économie seront complètement automatisés par l'avancée technologique tel que la robotique et l'intelligence artificielle et que, sans un revenu de base, cela provoquera une réduction drastique de la consommation et de la confiance, pouvant potentiellement précipiter une crise économique majeure. Ford soutient en outre que le niveau d'un revenu de base devrait varier en fonction de mesures d'incitation telles que la poursuite de l'éducation, ou des comportements qui profitent à la communauté ou à l'environnement.
David Graeber envisage le revenu de base comme un moyen de disjoindre le travail du revenu et ainsi de lutter contre ces « jobs à la con ».

### Au Canada
Le sénateur conservateur Hugh Segal est l'un des partisans les plus actifs et visibles de l'idée. Un sondage datant d'octobre 2013 a montré que 46 % de la population serait favorable à l'instauration d'un revenu annuel garanti alors que 42 % y seraient opposés.

## En Europe
Une initiative citoyenne européenne intitulée « Revenu de base inconditionnel - Explorer une voie vers des conditions sociales émancipatrices dans l'UE » a été lancée officiellement le 14 janvier 2012. Coorganisée par des citoyens de 14 pays de l'Union européenne (Allemagne, Belgique, France, Grèce, Slovénie, Slovaquie, Royaume-Uni, Pays-Bas, Pologne, Espagne, Italie, Luxembourg), cette initiative vise à collecter un million de signatures dans l'Union européenne afin de demander à la commission européenne d'étudier le revenu de base, notamment via des études de faisabilité.

### Aux Pays-Bas

#### Penseurs et théoriciens
Rutger Bregman est un partisan du revenu de base.

### En France

#### Penseurs et théoriciens
L'idée remonte en France à Jacques Duboin qui a proposé un revenu universel dans les années 1930,.
Le philosophe écologiste André Gorz, après y avoir été opposé, s'est rallié à cette idée dans ses derniers ouvrages. L'allocation universelle ou le revenu d'existence est présenté comme un incitateur aux activités non marchandes à condition qu'il soit d'un montant suffisant pour échapper au chantage à l'emploi et permettre ainsi à l'individu de répartir son temps entre activités libres et travail hétéronome (salarié ou subordonné). En 2007, dans l’article Penser l’exode de la société du travail et de la marchandise, dans la perspective d’une sortie du capitalisme, il envisage l’allocation d’un revenu social garanti en lien avec les ateliers coopératifs de fabrications locales et l’autoproduction.
Le journaliste Ignacio Ramonet a parlé, en 2000, de la nécessité d'« établir un revenu de base inconditionnel pour tous », couplé à l'instauration de la taxe Tobin et du démantèlement des paradis fiscaux.
L'économiste Yann Moulier-Boutang, directeur de la revue Multitudes, le présente comme un moyen de lutte contre la pauvreté pour un nouveau projet de société solidaire.
Le philosophe Toni Negri, issu de l'opéraïsme et coauteur d'Empire, défend l'instauration, à l'échelle mondiale, d'un revenu universel qui fonderait les bases d'une citoyenneté mondiale.
Le philosophe Jean-Marc Ferry défend lui aussi le revenu de base, qu'il conçoit à l'échelle de l'Europe, qu'il appelait dans les années 1990 un « revenu de citoyenneté ».
Dans son ouvrage L'argent des Français, Jacques Marseille, historien de l'économie, propose, à fiscalité globale inchangée, d'instaurer un revenu de base mensuel de 750 euros pour chaque adulte français, de la majorité à la mort.
Bernard Maris, économiste, écrivain, et membre du conseil général de la Banque de France, soutient l'idée d'un revenu minimum d'existence,.
Le blogueur Étienne Chouard soutient lui aussi cette proposition.
Le philosophe et fondateur du think tank Génération Libre Gaspard Koenig se dit en faveur d'un revenu universel sous la forme d'un impôt négatif,. En 2014, le think tank libéral Génération Libre publie une étude proposant la mise en place d'un revenu de base de 450 euros.

#### Organisations
L'AIRE (Association pour l'instauration d'un revenu d'existence), fondée en 1987 par l'économiste Yoland Bresson, développe des modèles économiques et philosophiques associés au revenu d'existence. Il s'agit de la première association française dédiée exclusivement à la promotion de cette idée.
Le Collectif d'agitation pour un revenu garanti optimal (CARGO), qui rejoignit le mouvement de chômeurs AC!, revendiquait dans les années 1990 un Revenu minimum d'insertion à 100 000 francs. Apostrophé à la télévision par CARGO, Jacques Chirac répond : « Il n'est pas possible de tout avoir tout de suite ».
En 2011, le Centre des jeunes dirigeants d'entreprise proposait la mise en place d'un revenu de base de 400 euros (financé selon les travaux de Marc de Basquiat) dans son livre blanc de propositions pour la campagne présidentielle de 2012.
En 2013, le Mouvement mondial des travailleurs chrétiens s'est prononcé pour le revenu de base et a appelé à soutenir l'initiative citoyenne européenne lancée la même année.
Le Mouvement français pour un revenu de base (MFRB) est créé en 2013 pour rassembler les différents partisans du revenu de base pour obtenir son instauration en France.
Alternative libérale défend ce concept en y voyant un moyen de faciliter « la prise de risque, l’initiative », et de supprimer le système actuel d’aides sociales « absurde et inefficace » qui favorise le clientélisme électoral. Il s'agit d'une des propositions majeures du parti, qui reprend dans ses grandes lignes la conception hayekienne. Le programme d'Alternative libérale précise que le montant du « revenu d'existence » sera mensuellement de 100 euros pour un mineur et de 500 pour un majeur. Alternative libérale défend ainsi l'idée d'un montant différencié pour les majeurs et les mineurs.
En 2016, les Jeunes démocrates font la proposition d'un revenu de base à 600 € pour les personnes majeures et à 300 € pour les mineurs, principalement financé par une refonte de la fiscalité.

#### Partis et personnalités politiques de gauche
Le député écologiste Yves Cochet avait inscrit l'établissement d'un revenu d'existence dans la profession de foi de sa candidature à l'investiture pour l'élection présidentielle française de 2007. Il précise : « Le revenu d’existence est universel, reçu par tous sans plafond de ressources, mais imposable et donc entièrement récupérable sur les riches par la fiscalité ». Les Verts défendent ce revenu de base qui était dans leur programme en 2007 et aux européennes de 2009. En 2013, le parti réaffirme son soutien à l'idée grâce à une motion thématique portée par le sénateur Jean Desessard qui obtient plus de 70 % de votes favorables. La même année, plusieurs députés européens EELV (dont Eva Joly, Karima Delli, Yves Cochet, Michèle Rivasi, José Bové) ont clairement affirmé leur soutien à l'initiative européenne pour le revenu de base en signant un appel à soutien.
L'UDE (Union des démocrates et des écologistes, classé au centre-gauche) de Jean-Vincent Placé, Jean-Luc Bennahmias et François de Rugy, s'est prononcé pour le revenu de base[réf. nécessaire].
Le Parti pour la décroissance défend sur le même principe une dotation inconditionnelle d’autonomie. Ils la défendaient dans leur programme aux élections européennes de 2009 sous la forme d'un revenu garanti européen. En 2013, le parti défend officiellement l'initiative citoyenne européenne.
Le mouvement politique Utopia (rassemblant des personnes membres des (Verts, du Parti Socialiste et du Parti de gauche)  promeut un « revenu universel citoyen » ou « allocation universelle », notamment par la voix de Baptiste Mylondo, économiste membre du mouvement.
Le Parti fédéraliste français indique à l'article 1er de sa charte « Considérant que toute personne a droit à un revenu minimum vital, nous sommes partisans de la mise en place d'un revenu universel de citoyenneté ».
Le Mouvement des Libéraux de Gauche (MLG) a pris plusieurs fois position en faveur du revenu de base, notamment à l'occasion du débat sur les retraites.
Pour les élections législatives de 2012, le Parti pirate français inscrit le revenu de base dans son programme,.
Au sein du Parti Socialiste, l'idée commence également à faire son chemin courant 2012. Ainsi Arnaud Montebourg consacre un chapitre au « revenu d'existence » de son livre « Antimanuel de politique ». Le 4 septembre 2012, Christophe Girard alors adjoint au maire de la ville de Paris, lance une contribution au prochain congrès du parti, dans laquelle il défend le « revenu social garanti », cependant cette dernière proposition n'est pas celle d'un revenu de base totalement inconditionnel mais une simple extension conditionnée du système des aides aux minima sociaux. Manuel Valls revendique « y réfléchir ».
En 2014, le Mouvement socialiste alternatif (MSA) prend position en faveur d'un revenu de base qu'il nomme « allocation universelle ».
Dans le cadre des élections européennes de 2014, Europe Écologie Les Verts, le Parti fédéraliste européen, le Mouvement socialiste alternatif (MSA) et Nouvelle Donne ont soutenu l'idée du revenu de base. La nouvelle formation politique de gauche Nouvelle Donne a notamment lancé la proposition de créer un revenu de base en 'euro-francs', une monnaie nationale complémentaire à l'euro. Bien que minimaliste, cette proposition permet, selon Pierre Larrouturou « d’avancer concrètement et immédiatement vers la mise en place d’un revenu de base inconditionnel. »
L'idée est popularisée en France lors de la primaire citoyenne de 2017 par Benoît Hamon qui est partisan de son application progressive,. « Ce n’est pas une incitation à la paresse. C'est la volonté de penser le monde tel qu'il est. Le travail va se raréfier, à raison du progrès technologique » alors qu'Arnaud Montebourg s'y oppose par la voix de son partisan Christian Paul « Pour beaucoup d’économistes libéraux, le revenu universel, c'est une façon d'accepter le chômage de masse dans un monde numérique où l’on sait bien qu'il y aura moins de travail », de même que Vincent Peillon qui le juge coûteux.

#### Partis et personnalités politiques de droite
Dès 2003, le « dividende universel » est une proposition prioritaire du programme politique de Christine Boutin. La formule était « du berceau à la tombe » et le montant de 300 euros par mois. Lors de la campagne présidentielle de 2012, Christine Boutin renouvelle sa proposition de revenu de base à 400 euros pour tous, financé par une refonte de la fiscalité en France.
En 2011, lors de la précampagne électorale des présidentielles de 2012, Dominique de Villepin a intégré à son programme l'idée d'un « revenu citoyen » de l'ordre de 850 €, versé en contrepartie d'obligations civiques (inscription sur les listes électorales, engagements associatifs divers, projet de création d'activité…). Alain Madelin, personnalité libérale iconoclaste, est une des seules personnes à apporter son soutien à cette proposition, en soulignant que le sujet mérite d'être débattu et expérimenté.
En novembre 2015, le député Les Républicains Frédéric Lefebvre pose un amendement demandant la rédaction d'un rapport sur le sujet. Devenu  candidat à la primaire de 2016, il met l'instauration d'un revenu de base au centre de son programme pour 2017.
En 2015, Bruno Lemaire, le conseiller économique de Marine Le Pen, propose quant à lui un « revenu minimum de dignité » (RMD), idée qu'il avait déjà avancé en 2011 sur son blog personnel. Le 19 avril 2016, Marine Le Pen se prononce lors d'une interview pour l'instauration d'un revenu universel, mais le Front national ne l'a pas encore inscrit officiellement dans son programme.
Durant la primaire de la droite et du centre de 2016, Nathalie Kosciusko-Morizet et Jean-Frédéric Poisson l'ont inclus dans leur programme.

#### Partis et personnalités politiques du centre
Dans le cadre de son manifeste pour 2022, le Parti Radical propose de débattre et d'expérimenter un revenu république universel (R2A) de 700 euros, de la majorité à la mort, ainsi que 130 euros en plus par enfant mineur à charge.

### En Allemagne
Les premières discussions pour un revenu de base en Allemagne datent du début des années 1980, lancées par des groupements indépendants de lutte contre le chômage, qui dénonçaient le caractère « forcé » du travail rémunéré. L’idée se répand doucement, essentiellement dans les associations contre le chômage et dans les milieux universitaires - écologistes, chrétiens et anthroposophiques. Pour que l'idée s'étende plus largement dans la société, il faut attendre les années 2000, au moment des réformes Hartz, mesures néo-libérales qui permettent d'obliger un chômeur, dans certaines conditions, à accepter un poste même si le salaire correspondant à ce travail est inférieur aux allocations chômages qui été touchées auparavant.
Le 9 juillet 2004, le jour du vote des lois Hartz IV, est fondé le mouvement pour un revenu de base, « Netzwerk Grundeinkommen ». Le mouvement compte aujourd’hui 3500 membres et une centaine d’associations alliées et est lui-même membre du BIEN, le réseau international pour un revenu de base.
Très actif, le Netzwerk Grundeinkommen organise entre autres plusieurs congrès tenus en langue allemande (Vienne 2005, Bâle 2007, Berlin 2008) ainsi que le dernier congrès du BIEN à Munich en septembre 2012. Il soutient également de nombreux groupements régionaux à travers l’Allemagne et des actions telles que la semaine du revenu de base.
Il est l’un des instigateurs de l’initiative citoyenne européenne (ICE) pour le revenu de base lancée en septembre 2012.
Parallèlement, Götz W. Werner, le PDG de DM Drogeriemarkt (chaîne de magasins en parapharmacie), donné comme 77e fortune allemande est l'un des grands défenseurs de l’idée du revenu de base en Allemagne. Depuis 2005, il sillonne le monde médiatique allemand, intervenant dans de nombreux congrès et émissions politiques. Il est l’auteur de nombreux ouvrages sur le sujet. Il est également professeur d'économie à l'Institut de technologie de Karlsruhe.
En 2008, une pétition publique lancée par Susanne Wiest a impulsé un vaste débat dans la société allemande. Cette pétition a été signée par 52 973 personnes et l'idée présentée publiquement par Susanne Wiest devant la commission des pétitions du parlement allemand deux ans plus tard. En l'absence de soutien suffisant des parlementaires allemands, la pétition fut finalement clôturée en juin 2013 par le Bundestag.
Des partisans du revenu de base se trouvent dans tous les partis politiques principaux d'Allemagne.
En 2010, un groupement de la direction départementale Rhein-Erft du Parti social-démocrate d'Allemagne rédige un concept de « revenu de base » .
À l'Union chrétienne-démocrate d'Allemagne un groupement travaille autour du modèle de Dieter Althaus.
À Gauche (Die Linke), le groupement gauche émancipatrice autour de Katja Kipping soutient la demande d’un revenu de base.
Les Verts (Bündnis 90/die Grünen) ont entre autres intégré un revenu de base pour les enfants dans leur programme national et proposent de financer le revenu de base grâce à des taxes environnementales.
En 2011, le parti pirate allemand  a inscrit le revenu de base dans son programme.

### En Belgique
Le parti politique belge Vivant propose un revenu de base inconditionnel.
Le B.U.B. a lui aussi inscrit le revenu de base à son programme pour les élections de mai 2014.
Le parti Pirate belge est très intéressé par le concept et pourrait, comme son homologue allemand, l'introduire dans son programme.
En 2012, un réseau transpartisan pour le revenu de base s'est créé pour promouvoir l'idée au-delà des courants politiques.
Plusieurs personnalités politiques, indépendamment de leur parti d'affiliation et de la ligne politique de leur parti sur cette question, prônent le projet, dont Paul Magnette (PS), Georges-Louis Bouchez (Mouvement réformateur), ou encore Philippe Defeyt (Ecolo).

### En Suisse
Le conseiller national Josef Zisyadis a lancé une initiative parlementaire de revenu de base.
L'association BIEN-Suisse travaille en Suisse dans le cadre du réseau mondial BIEN (Basic Income Earth Network). Elle se compose d'un réseau de contacts qui comprend des instances spécialisées ainsi que des personnes intéressées de l'économie, des sciences sociales, des assurances sociales et autres. BIEN-Suisse s'engage pour une nouvelle approche de la politique sociale et a pour but d'étudier et de faire connaître le concept du revenu de base ainsi que de réaliser une mise en pratique en Suisse.
Daniel Häni et Enno Schmidt proposent dans le film Le revenu de base un système de remplacement du système de l'impôt sur le revenu par une taxe sur la consommation dont est rétrocédé un revenu de base. Le film helvético-allemand présente des exemples et personnalités essentiellement suisses et allemandes. L'idée est portée par l'initiative-grundeinkommen
En mars 2012, le BIEN Suisse et l'initiative Grundeinkommen ont conjointement lancé une initiative populaire, permettant potentiellement à la coalition d'en soumettre le contenu au vote populaire, si elle récolte plus de 100 000 signatures de soutien à son initiative. Le syndicat suisse Syna ainsi que le think tank Politique intégrale soutiennent officiellement cette initiative populaire. Un an après son lancement, l'initiative populaire a atteint le nombre requis de 100 000 signatures.
L'initiative populaire « Pour un revenu de base inconditionnel » lancée le 11 avril 2012 a rassemblé plus de 126 000 signatures sur les 100 000 nécessaires pour qu'une votation populaire soit organisée. L'initiative est finalement rejetée le 5 juin 2016 par 76,9 % des votants et la totalité des cantons.
L'organisation Génération RBI milite pour un Revenu de base inconditionnel en Suisse romande.

### En Italie
Le Mouvement 5 étoiles défend l'idée d'un revenu de base.

### En Espagne
En 2011, le parti indépendantiste basque Bildu propose un débat démocratique sur la question du "revenu minimum inconditionnel". Deux autres formation politiques en faisait mention dans leur programme lors des élections régionales de 2012.
Le réseau Red Renta Básica (es), affilié au Basic Income Earth Network (BIEN), promeut également le revenu de base depuis 2001.
En 2014, le jeune parti Podemos a publié un document de 36 pages exposant sa ligne politique dans lequel figure les lignes suivantes : « Redresser l'économie en renforçant le contrôle public, en réduisant la pauvreté et en instaurant la dignité sociale via un revenu de base pour tous »[réf. nécessaire]. Depuis, Podemos évoque seulement une aide complémentaire pour les plus défavorisés.

### Au Royaume-Uni
Au Royaume-Uni, l'universitaire Guy Standing est l'un des fervents supporters du revenu de base, qu'il défend notamment dans son ouvrage The precariat. Guy Standing a également piloté des projets d'expérimentation du revenu de base en Inde.

### En Grèce
Avec la crise de la dette publique en 2009, le sujet a commencé à émerger en Grèce. En 2010, divers partis libéraux et centristes tels que Drassi ont appuyé un projet du gouvernement visant à mettre à plat le système de pensions de retraites vers un système ou chaque citoyen de plus de 65 ans recevrait une pension de base, égale pour tous et sans conditions. De leur côté, les économistes Manos Matsaganis et Chrysa Leventi avancent que cette solution pourrait être une première pierre vers un revenu de base en Grèce.
Une autre proposition plus hétérodoxe suggère que la sortie de la Grèce de la zone euro pourrait être une opportunité pour instaurer un dividende monétaire, versé directement à tous les citoyens grecs.
En avril 2013, un mouvement transpartisan a été fondé à l'occasion de l'initiative citoyenne européenne visant à récolter 1 million de signatures dans l'Union Européenne.

### En Islande
Le Parti pirate islandais souhaite l'instauration d’un revenu minimum universel pour remplacer le système de protection sociale.

## En Asie

### Au Japon
Toru Yamamori, Professeur de Politique Sociale à l'Université Dōshisha (Kyoto), observe dans la société japonaise un intérêt politique pour une forme de revenu minimal ou de revenu de base, tant du côté de la gauche radicale que des néolibéraux.

## Appuis internationaux
Le Basic Income Earth Network (BIEN), « Réseau mondial pour le revenu de base » en français, est un réseau d'universitaires et d'activistes qui promeut la proposition du revenu de base inconditionnel. Cette organisation sert de lien entre les individus et groupes défendant le concept à travers le monde, assurant une communication internationale entre ses parties prenantes. Le BIEN a été fondé en 1986. Ses principaux membres fondateurs sont Yoland Bresson, Philippe Van Parijs, Guy Standing et David Casassas.